# Rifugio Silvio Dorigoni
Il rifugio Silvio Dorigoni in Val Saént è un rifugio alpino di proprietà della Società alpinisti tridentini a quota 2436 m s.l.m. alla fine della val di Rabbi.

## Storia
Il rifugio è stato inaugurato nel 1903 ed è stato dedicato a Silvio Dorigoni, uno dei primi presidenti della SAT.
Oggi il rifugio, dopo le recenti ristrutturazioni, si presenta come una bella costruzione realizzata con moderni concetti tecnologici nel rispetto dell'ambiente. La ristrutturazione principale risale al 1987 ma numerosi interventi di miglioramento si sono succeduti nel tempo.
Il rifugio ha 80 posti letto, il locale invernale dispone invece di 4 posti letto.

## Accessi
Si accede al rifugio generalmente dalla val di Rabbi, dal Collèr (1381 m) o dalla malga Stablasòl (1589 m) grazie al servizio navetta offerto dal Parco nazionale dello Stelvio.
Da qui il percorso è facile e adatto a tutti. Si segue il torrente Rabies superando i due muri dai quali cadono due fantastiche cascate. Infine si prosegue più comodamente lungo la valle (che intanto è giunta nella sua parte terminale, che prende il nome di val Saént) fino a raggiungere il rifugio che inizialmente si mimetizza nell'ambiente che lo circonda.

## Traversate
Le traversate sono le seguenti:
- al rifugio Lago Corvo (2437 m), tra la val di Rabbi e la val d'Ultimo, passando per il Collècchio (o Glek 2957 m), il dislivello richiesto è di circa 500 metri in salita e altrettanti in discesa, tempo stimato: tre ore. Percorso escursionistico, facile per tutti o quasi. Non è richiesta nessuna attrezzatura;
- al rifugio Nino Corsi (2261 m), in val Martello. Si sale fino al passo di Saént (o Sallent-joch 2965 m) e si ridiscende lungo la vedretta di Saént. Percorso facile ma abbastanza lungo (E). Il dislivello richiesto è di 550 metri circa per un totale di circa tre ore e mezza. Da questo rifugio si può proseguire fino al rifugio Martello (2610 m)
- al rifugio Larcher al Cevedale (2608 m), in val di Peio. Questo itinerario richiede più preparazione dei precedenti sia per la quota (è richiesto di raggiungere Bocca di Saént a quota 3128) che per le abilità e l'attrezzatura richiesta (piccozza, corda e ramponi; necessità di attraversare il ghiacciaio del Careser). Il dislivello ammonta a circa 700 metri e il tempo richiesto è di circa 4 ore. Nell'estate 2011 è stato progettato un nuovo percorso di congiunzione dei due rifugi[1].

## Ascensioni
La posizione del rifugio in un circolo di vette che superano i tremila metri di altitudine consente numerose ascensioni. Sono riportate le più frequenti:

### Cima Sternai

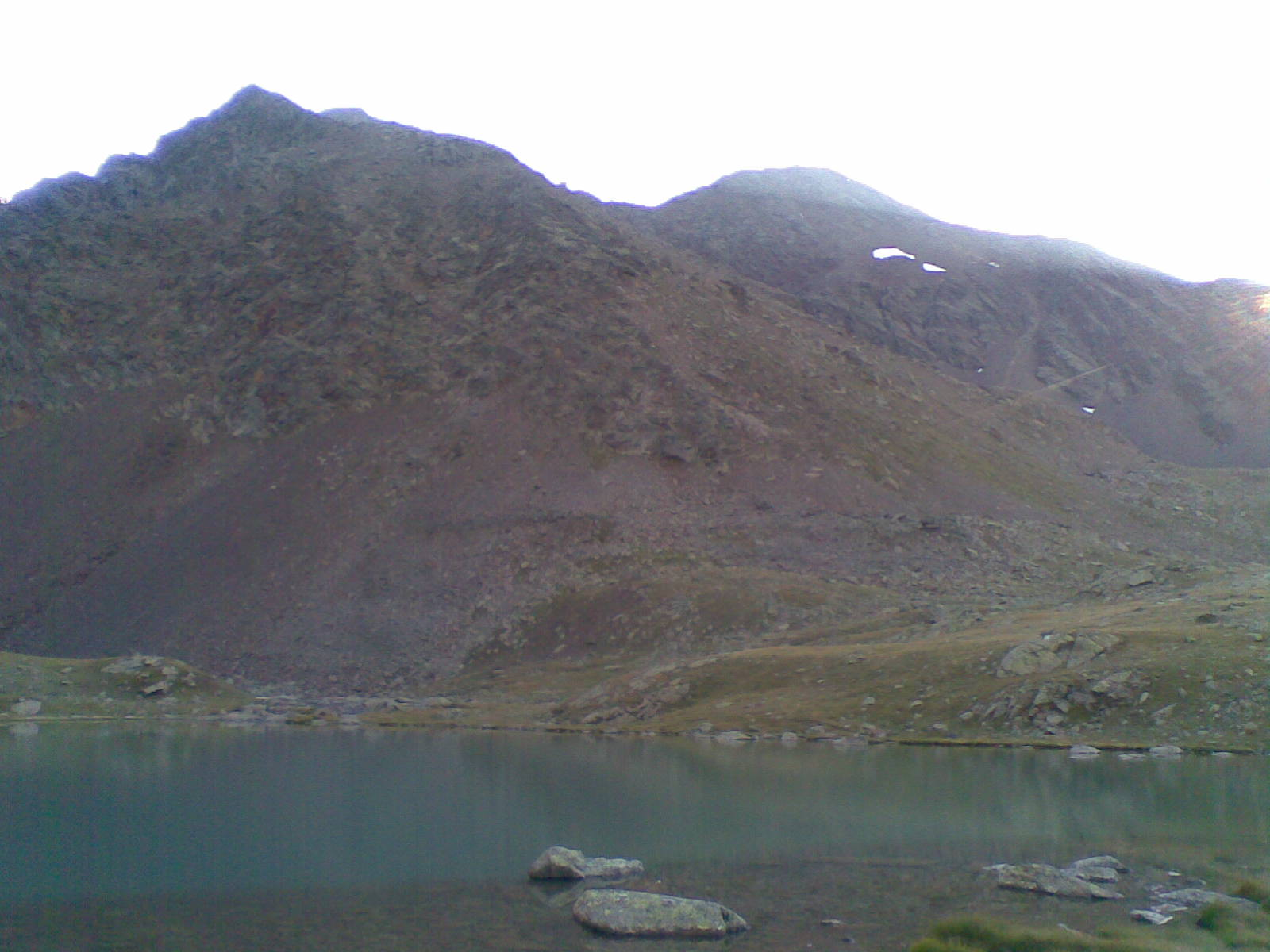
Cima Sternai dal rifugio

Percorso molto frequentato ma solo per esperti. Si sviluppa per un dislivello di 1000 metri e sono richieste capacità di avanzamento su ghiaccio (e l'apposita attrezzatura - ramponi, piccozza e corda), avanzamento su sfasciume di roccia friabile e su roccia di II grado (con l'adeguata attrezzatura - imbrago, moschettoni e corda).
Tempo richiesto circa 4 o 5 ore solo salita.

### Cima Rossa di Saént
Percorso poco frequentato ed anche abbastanza impegnativo, il dislivello è di circa 900 metri ed il tempo richiesto sono 3 ore per la sola salita. Si segue il sentiero fino a Bocca di Saént (3128 m) poi si gira verso nord dove si compiono gli ultimi 200 metri su frana.

### Cima Careser

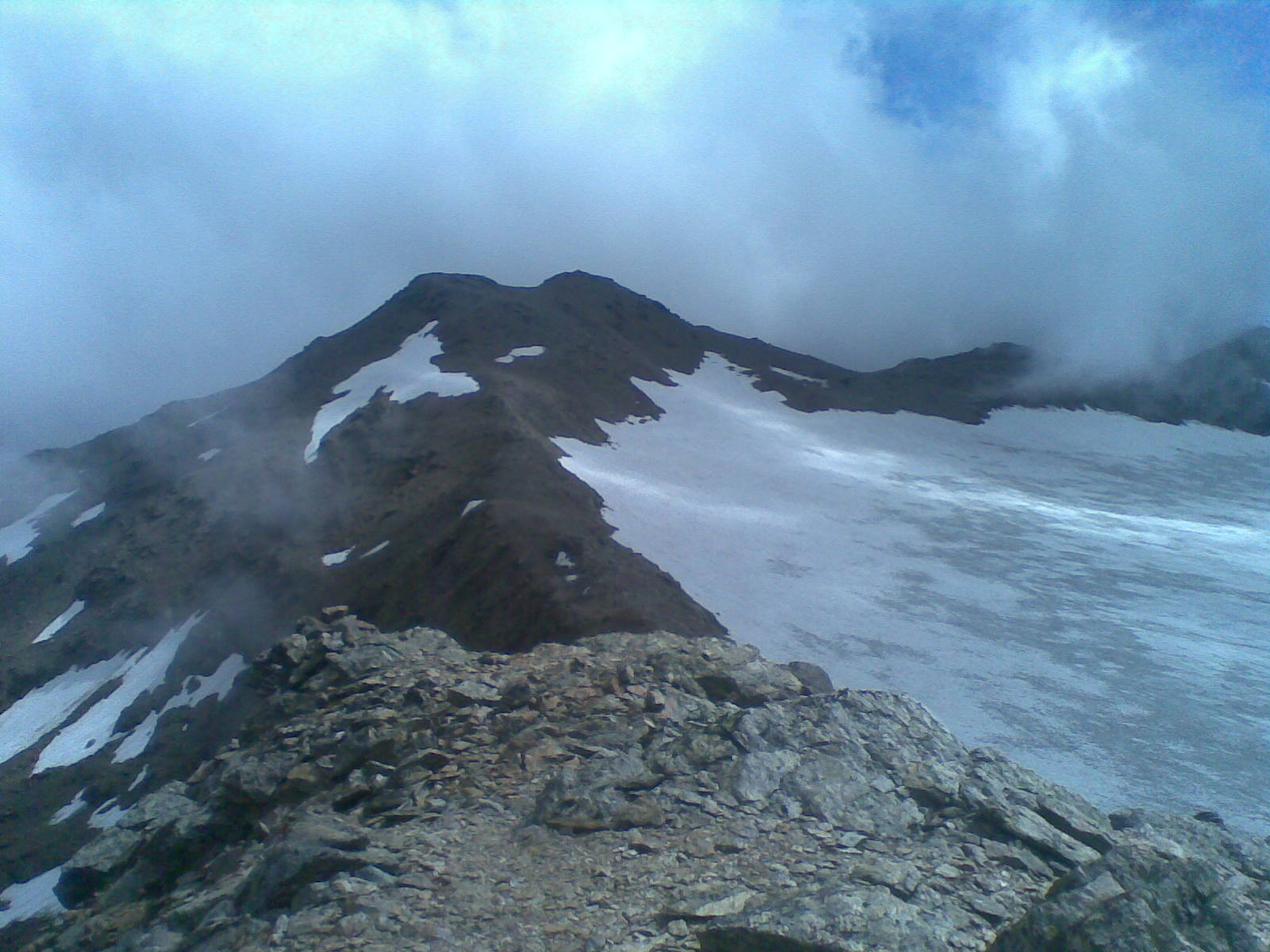
Cima Careser vista da poco sopra la Bocca di Saént (3128 m)

Il percorso si sviluppa principalmente su tracciato. Arrivati a Bocca di Saént si vara verso sud in direzione del gruppo Vegaia-Tremenesca e grazie ad una facile cresta si raggiungono le tre cime che sembrano avere la stessa altezza. Il dislivello è di circa 700 metri dal rifugio e il tempo richiesto è di circa tre ore.

### Altre cime
Le altre cime raggiungibili dal rifugio ma meno accessibili da est in senso antiorario sono:
- Collècchio - 2957 m
- Cima Sternai Meridionale - 3385 m
- Cima Lorchen - 3347 m
- Cima di Saént - 3306 m
- Cima Mezzana - 3172 m
- Cima Campisol - 3159 m
- Cima Ponte Vecchio - 3162 m
- Cima Cavaion - 3120 m